# Figowiec

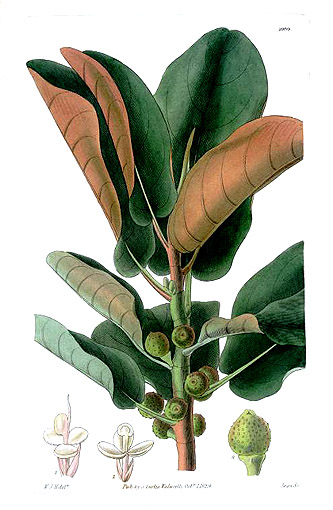
Morfologia Ficus rubiginosa

Figowiec, fikus (Ficus L.) – rodzaj roślin z rodziny morwowatych (Moraceae), najbardziej zróżnicowany w obrębie rodziny. Obejmuje co najmniej 876 gatunków. Rośliny te występują na wszystkich kontynentach w strefie międzyzwrotnikowej, przy czym najbardziej zróżnicowane są w Azji południowo-wschodniej, gdzie rośnie ich ok. 550 gatunków, w tym m.in. na Borneo i Nowej Gwinei po 150, w Afryce znanych jest 105 gatunków, a w Ameryce Środkowej ok. 190. Są to rośliny zawierające sok mleczny.
Największe znaczenie jako drzewo owocowe ma figowiec pospolity Ficus carica, uprawiany od co najmniej 6 tysięcy lat dla owoców zwanych figami. Także inne gatunki dostarczają jadalnych owoców, wiele gatunków wykorzystywanych jest jako źródło drewna, kauczuku i jako rośliny lecznicze. Liczne gatunki uprawiane są jako ozdobne, w chłodniejszym klimacie jako rośliny doniczkowe lub szklarniowe.

## Morfologia
PokrójDuże drzewa (do 30 m wysokości), krzewy, pnącza (w uprawach doniczkowych rośliny zwisające), epifity. Często zaczynają rozwój jako epifity tworząc szereg specjalistycznych korzeni – wyrastających w formie kolumn wrastających w podłoże, deskowato spłaszczonych wzmacniających pień oraz czepnych, przymocowujących roślinę do podpory.
LiścieZwykle zimozielone, rzadziej opadające zimą. Skrętoległe, zwykle o blaszce skórzastej, całobrzegiej i błyszczącej na powierzchni, rzadziej klapowane.
KwiatyDrobne, zamknięte niemal całkowicie w obrastającej je osi kwiatostanu, przybierającej w efekcie kształt kulisty do gruszkowatego. Kwiaty są rozdzielnopłciowe a rośliny jednopienne lub dwupienne. Kwiaty męskie składają się z 2–6 działek kielicha i takiej samej liczby pręcików. Żeńskie budowane są przez 5 działek otaczających pojedynczy słupek.
OwoceDrobne niełupki otoczone przez rozrośnięte, mięsiste dno kwiatowe, tworzące specyficzny owocostan zwany figą lub sykonium. Wszystkie gatunki figowca zawierają sok mleczny.

## Zapylanie
Uprawiane odmiany figowca pospolitego mogą wytwarzać figi partenokarpicznie, czyli bez zapylenia, podczas gdy w warunkach naturalnych kwiaty figowców zapylane są przez bleskotki z rodziny Agaonidae. 
Dany gatunek figowca jest zapylany tylko przez jeden lub kilka kryptogatunków owadów.
Cykl rozwojowy bleskotek i figowców jest przykładem mutualizmu i skutkiem koewolucji. Larwy bleskotek rozwijają się w żeńskich kwiatach figowca. Samce po wykluciu odnajdują kwiaty z niewyklutymi samicami, które zapładniają, po czym giną wewnątrz figi. U niektórych gatunków nie giną od razu, lecz, wygryzając otwór w ścianie figi, pomagają wydostać się z niej samicom. Samice, uprzednio zapłodnione, wydostają się z zalążni kwiatów żeńskich, którymi się żywiły i przechodzą do kwiatów męskich, zbierając pyłek do swoich kieszeni pyłkowych. Po zgromadzeniu pyłku samice opuszczają rodzimą figę i poszukują innych fig właściwego gatunku, posiadających dojrzałe do zapylenia kwiaty żeńskie. 
Światło otworu kwiatostanu (figi), przez który samice bleskotek dostają się do jego wnętrza jest na tyle wąskie, że przeciskanie się przezeń skutkuje oderwaniem skrzydeł i innych wystających elementów ciała. Zaczopowanie otworu fragmentami ciała bleskotek utrudnia penetrację figi przez inne zwierzęta roślinożerne. Samice bleskotek wewnątrz figi zapylają kwiaty żeńskie i składają w nich jaja. Zwykle nie udaje im się złożyć jaj we wszystkich zapylonych kwiatach, przez co larwy zjadają jedynie część nowo powstałych owoców. W sytuacji, gdy liczba owoców zasiedlonych przez larwy jest zbyt duża (w kategoriach strategii stabilna ewolucyjnie), a więc liczba owoców, które wydadzą nasiona jest mała, roślina może taką figę odrzucić, nie inwestując w jej rozwój. W takiej sytuacji samica bleskotki po złożeniu jaj ginie wewnątrz figi. Sytuacja u figowców dwupiennych jest podobna, ale odmienna. U gatunków tych wytwarzane są bądź figi żeńskie, bądź męskie. Te ostatnie zawierają jednak oprócz kwiatów męskich kwiaty pseudożeńskie, które są wykorzystywane przez bleskotki do składania jaj i rozwoju larw, podczas gdy jaja złożone w figach żeńskich nie rozwijają się.

## Systematyka
Synonimy
Bosscheria de Vriese & Teijsm., Caprificus Gasp., Covellia Gasp., Cystogyne Gasp., Dammaropsis Warb., Erythrogyne Gasp., Galoglychia Gasp., Gonosuke Raf., Macrophthalmia Gasp., Mastosuke Raf., Necalistis Raf., Oluntos Raf., Pella Gaertn., Perula Raf., Pharmacosycea Miq., Pogonotrophe Miq., Rephesis Raf., Stilpnophyllum (Endl.) Drury, Sycodendron Rojas Acosta, Sycomorphe Miq., Sycomorus Gasp., Synoecia Miq., Tenorea Gasp., Tremotis Raf., Urostigma Gasp., Varinga Raf., Visiania Gasp.
Pozycja systematyczna według APweb (2001...)
Rodzaj należy do monotypowego plemienia Ficeae z rodziny morwowatych (Moraceae), która wraz z siostrzaną rodziną pokrzywowatych należy do rzędu różowców.
Gatunki (wybór)
- figowiec bengalski (Ficus benghalensis L.)
- figowiec benjamina (Ficus benjamina L.)
- figowiec czepny (Ficus heteropleura Blume)
- figowiec dębolistny (Ficus lyrata Warb. syn. Ficus pandurata Hance)
- figowiec górski (Ficus montana Roxb.)
- figowiec groniasty (Ficus racemosa L.)
- figowiec pagodowy (Ficus religiosa L.)
- figowiec pnący (Ficus pumila L.)
- figowiec pospolity (Ficus carica L.)
- figowiec sprężysty (Ficus elastica L.)
- figowiec sykomora (Ficus sycomorus L.)
- figowiec wielkolistny (Ficus macrophylla Desf.)